# Pseudoselinum
Pseudoselinum (лат.) — монотипный род двудольных растений семейства Зонтичные (Apiaceae), включающий вид Pseudoselinum angolense Engl. & Gilg. Выделен британским ботаником Сесилом Норманом в 1929 году.

## Распространение, описание
Единственный вид является эндемиком Анголы; типовой экземпляр собран в провинции Бенгела. Произрастают на лугах и по берегам рек.
Многолетние растения высотой 0,5—1 м. Стебель прямостоячий, голый. Прикорневые листья перисто-рассечённые, длиной около 14 см, желтовато-зелёного цвета; стеблевые листья мелкие. Соцветие — корзинка. Цветки пурпурноватого цвета.